# Xylotrupes gideon
Xylotrupes gideon — вид жуков из подсемейства Dynastinae в семействе пластинчатоусые. Распространен по всему восточному региону. Обитает в Индонезии (Ява, Бали, Ломбок), Индии (Мизорам, Манипур, Ассам, Мегхалая, Западная Бенгалия, Керала, Махараштра, Трипура, Шри-Ланка), Австралии и на Соломоновых островах.
Он может достигать длины 3,5-7 сантиметров. Самцы крупнее самок. У них есть два хитиновых раздвоенных рога, толстый грудной рог и меньший головной рог, которые они используют для борьбы с соперниками во время брачного периода. Xylotrupes gideon блестящие темно-красные, темно-коричневые или черные. Глаза расположены по бокам головы. Когда их потревожат, эти жуки издают шипящий звук, который получается при трении кончика брюшка о край надкрылий.
Самцы с поперечной головой, редко перфорированной; наличник удлиненный, редко и мелко перфорированный. Усики 10-члениковые. Надкрылья и пигидии кожистые, тонко и редко перфорированные. Спина самки шероховатая, с густо перфорированной переднеспинкой. Пигидий тонко шероховатый.

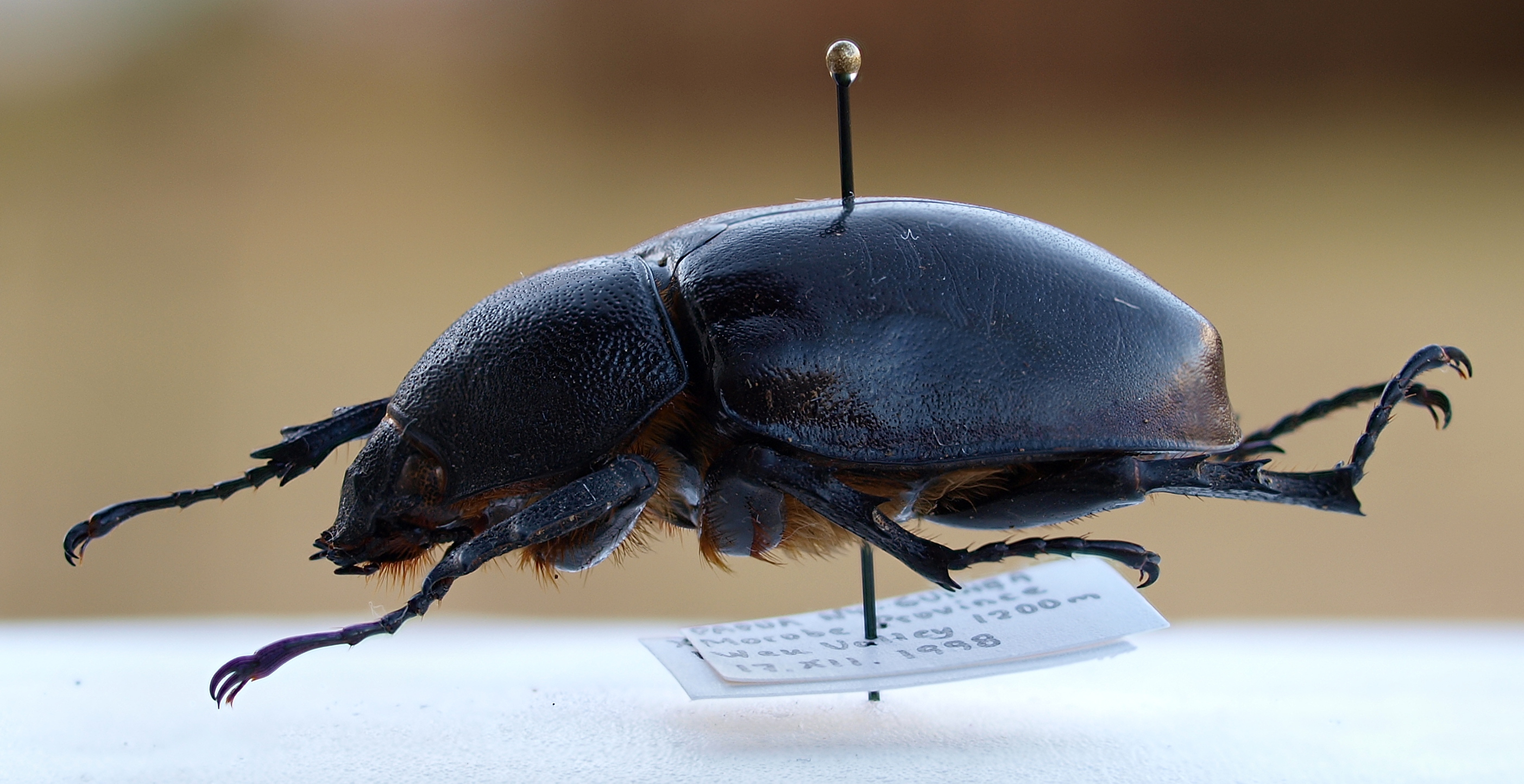
Самка